# 源弘
源 弘（みなもと の ひろむ）は、平安時代初期から前期にかけての公卿。嵯峨天皇の皇子（嵯峨第二源氏）。官位は正三位・大納言。広幡大納言と号す。

## 経歴
弘仁5年（814年）に兄弟の信・常とともに源朝臣姓を賜与され臣籍降下。淳和朝の天長5年（828年）无位から従四位下に直叙され、天長7年（830年）従四位上・宮内卿に叙任される。
仁明朝初頭の承和元年（834年）正四位下に叙せられると、仁明朝では治部卿・刑部卿等を歴任し、承和9年（842年）に同い年の弟・常に遅れること10年にして参議となり公卿に列す。議政官として治部卿・左大弁を兼ねたのち、承和14年（847年）従三位、嘉祥元年（848年）中納言と昇進した。また、同年水害により流失した山崎橋の修復のために安倍安仁・滋野貞主・伴善男らとともに現地へ派遣されている。
その後、官途では弟の定や安倍安仁の後塵を拝すが、仁寿元年（851年）正三位に叙せられ、清和朝初頭の貞観元年（859年）には大納言に至った。貞観5年（863年）正月25日に当時流行していた咳逆病によって、弟の定と相前後して没した。享年52。最終官位は大納言正三位。

## 人物
性格は温厚で仁愛の心が深かった。政務に通暁しており決断力もあった。
幼い頃から明敏で経書や史書を好んで読んだ。嵯峨天皇の皇子の中では最も好学心があり、天皇から特別に経書を賜与されるなど、他の皇子と比べて家には非常に多くの賜与された書籍があったが、読書に倦むようなことはなかったという。管弦も好み、公事を終えて退庁したあとは、琴や読書を楽しみとしていた。また、隷書にも秀でた。漢詩人として『経国集』に漢詩作品が採録されている。

## 官歴
注記のないものは『六国史』による。
- 弘仁5年（814年） 5月8日：臣籍降下（源朝臣）、貫付左京一条一坊[3]
- 天長5年（828年） 正月24日：従四位下（直叙）[4]
- 天長7年（830年） 6月4日：従四位上。8月5日：宮内卿[4]
- 天長9年（832年） 正月11日：兼播磨権守[4]
- 天長10年（833年） 3月24日：兼信濃守
- 承和元年（834年） 正月7日：正四位下
- 承和2年（835年） 正月11日：兼信濃守。5月20日：刑部卿、信濃守如故
- 承和3年（836年） 正月11日：兼美作守[4]
- 承和5年（838年） 8月5日：治部卿、美濃守如元
- 承和9年（842年） 7月：解職（父服喪）。7月25日：参議。9月：複本官治部卿
- 承和12年（845年） 正月11日：兼尾張守
- 承和13年（846年） 正月13日：左大弁、尾張守如元。12月8日：班山城田使長官
- 承和14年（847年） 正月7日：従三位
- 承和15年（848年） 正月10日：中納言
- 仁寿元年（851年） 11月26日：正三位
- 貞観元年（859年） 12月21日：大納言
- 貞観5年（863年） 正月25日：薨去（大納言正三位）

## 系譜
『尊卑分脈』による。
- 父：嵯峨天皇
- 母：上毛野氏
- 妻：阿保親王の娘
  - 七男：源悦（856-930）
- 生母不詳の子女
  - 男子：源同
  - 男子：源撰
  - 男子：源雙
  - 四男：源弼
  - 男子：源道
  - 六男：源希（849-902）
  - 男子：源愗
  - 男子：源就
  - 男子：源昭
  - 男子：源近